# Kamienna (Weichsel)
Die Kamienna ist ein linker Zufluss der Weichsel in Polen. 
Die Kamienna entspringt rund 13 km westlich von Szydłowiec bei Antoniów in der Woiwodschaft Masowien, tritt aber schon nach kurzem Lauf in die Woiwodschaft Heiligkreuz, wo sie sich nach Südosten wendet, durch das Kielcer Bergland verläuft, die Städte Skarżysko-Kamienna, Wąchock, Starachowice, Ostrowiec Świętokrzyski und Ćmielów durchfließt, sich dann nach Norden wendet und von Bałtów an in ostnordöstlicher Richtung weiterfließt, bis sie in Kępa Piotrowińska kurz nach ihrem Wiedereintritt in die Woiwodschaft Masowien nach einem Lauf von 138 km Länge in die Weichsel mündet. Das Einzugsgebiet wird mit 2007,9 km² angegeben. Der mittlere Abfluss beträgt an der Mündung 10 m³/s. Dem Tal der Kamienna folgt auf weite Strecken eine Eisenbahnlinie.